# Тулинці
Ту́линці — село в Україні, в Обухівському районі Київської області. Населення становить 383 осіб.

## Географія
На південний схід від села розташований ботанічний заказник місцевого значення Тулинецькі Переліски.

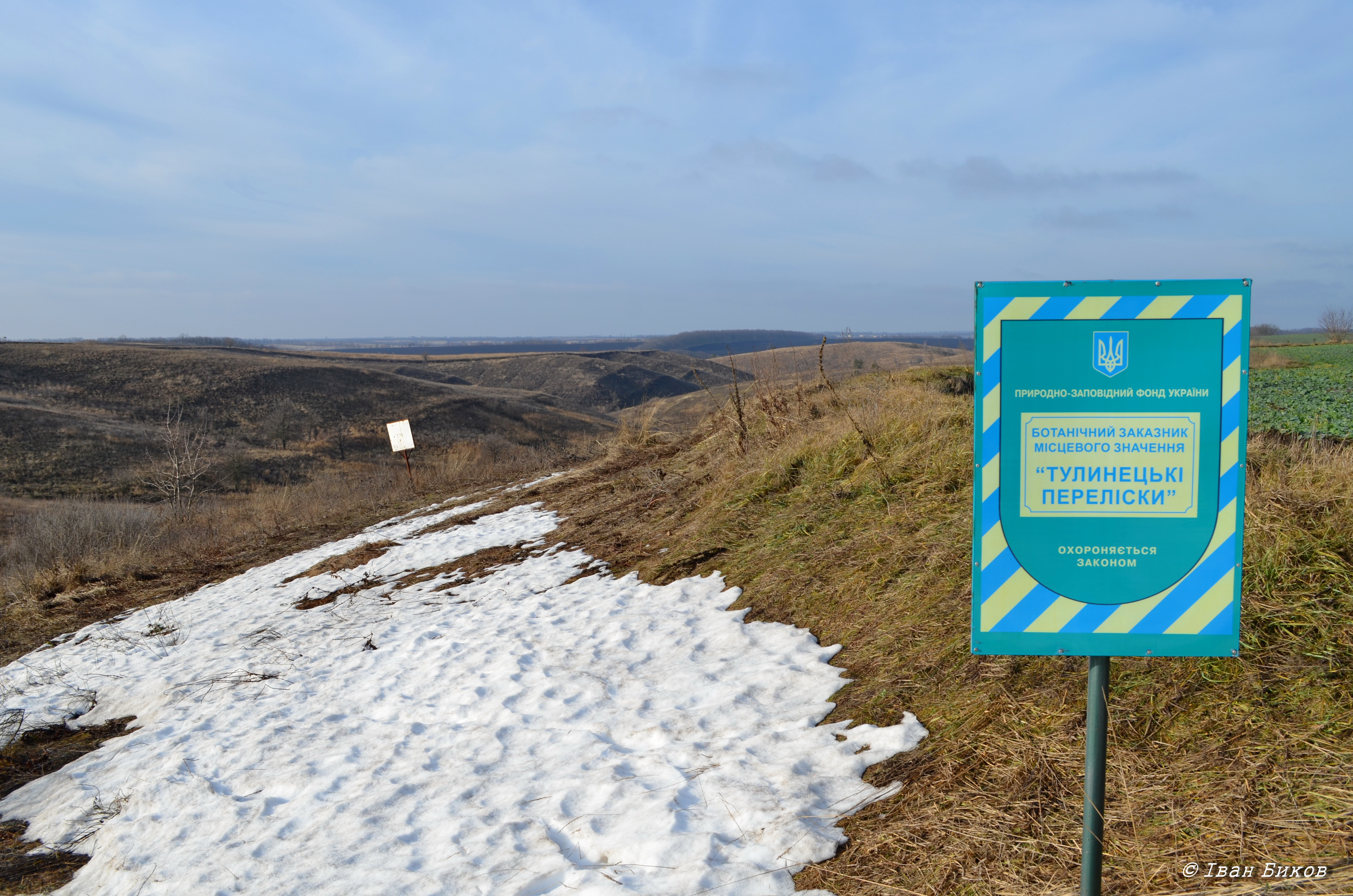
«Тулинецькі Переліски» біля села Тулинці. Київщина

## Історія
За переписом 1789 року в Тулинцях налічувалося 70 дворів, в яких мешкало 800 жителів (для порівняння: на початку
1970-х років — 732 особи, нині — 168 дворів та 320 осіб).
Починаючи з 1770-х років Тулинці належали до вотчинного маєтку короля Речі Посполитої князя Станіслава-Августа Понятовського. Після третього поділу Речі Посполитої польський король був змушений 25 листопада 1795 року зректися престолу, і Річ Посполита перестала існувати. По його смерті (1798 рік) Тулинці разом з Великим Букрином, Малим Букрином, Колесищем (нині — східна частина с. Малий Букрин) і Ромашками у 1800 році були подаровані головному управителю Ф. Ячевському, котрий 1845 року продав Тулинці поміщику Є. Янковському.
В селі розташована Церква Різдва Пресвятої Богородиці, збудована у 1779—1784 роках.

## Населення

### Мова
Розподіл населення за рідною мовою за даними перепису 2001 року:
| Мова            | Кількість | Відсоток |
| --------------- | --------- | -------- |
| українська      | 373       | 97.39%   |
| російська       | 6         | 1.57%    |
| білоруська      | 3         | 0.78%    |
| інші/не вказали | 1         | 0.26%    |
| Усього          | 383       | 100%     |

## Відомі люди
- Хорошун Антін Опанасович (1893—1970) — драматичний актор героїчно-характерного плану.